# Everton de Viña del Mar
L'Everton de Viña del Mar S.A.D.P., in precedenza Corporación Deportiva Everton de Viña del Mar e noto anche solo come Everton, è una società calcistica cilena, con sede a Viña del Mar. Milita nella Liga Chilena de Fútbol Primera División, la massima serie del calcio cileno.

## Storia
Fondato nel 1909, da un gruppo di inglesi di Liverpool emigrati in Cile, ha vinto quattro titoli nazionali; nel 2008 ha vinto il campionato di Apertura dopo 32 anni senza vittorie, grazie anche al tecnico Nelson Acosta.
Nel giugno del 2016, il Grupo Acosta del Messico rileva l'80% delle quote del club, e nel 2019 diventa proprietario al 100%.

## Rosa 2018-2019
| N. |                      | Ruolo | Calciatore          |
| -- | -------------------- | ----- | ------------------- |
| 1  | Messico (bandiera)   | P     | Carlos Moreno       |
| 2  | Cile (bandiera)      | C     | Benjamín Rivera     |
| 3  | Cile (bandiera)      | D     | Matías Ibacache     |
| 4  | Cile (bandiera)      | D     | Bastián San Juan    |
| 5  | Uruguay (bandiera)   | C     | Gonzalo Freitas     |
| 6  | Cile (bandiera)      | D     | Lucas Domínguez     |
| 7  | Cile (bandiera)      | A     | Maximiliano Ceratto |
| 8  | Uruguay (bandiera)   | C     | Fernando Arismendi  |
| 9  | Cile (bandiera)      | C     | Pedro Sánchez       |
| 10 | Argentina (bandiera) | A     | Juan Cuevas         |
| 11 | Cile (bandiera)      | A     | Álvaro Ramos        |
| 12 | Cile (bandiera)      | P     | Camilo Rozas        |
| 13 | Cile (bandiera)      | D     | Cristián Suárez     |
| 14 | Cile (bandiera)      | A     | Isaac Díaz          |
| 15 | Cile (bandiera)      | A     | Matías Leiva        |

| N. |                      | Ruolo | Calciatore           |
| -- | -------------------- | ----- | -------------------- |
| 17 | Argentina (bandiera) | P     | Cristian Campestrini |
| 18 | Cile (bandiera)      | C     | Álvaro Madrid        |
| 19 | Cile (bandiera)      | C     | Franco Ragusa        |
| 20 | Cile (bandiera)      | C     | Diego Orellana       |
| 21 | Cile (bandiera)      | C     | Benjamín Berríos     |
| 22 | Cile (bandiera)      | D     | Marco Velásquez      |
| 26 | Cile (bandiera)      | D     | Sebastián Pereira    |
| 27 | Cile (bandiera)      | C     | Alejandro Henríquez  |
| 28 | Cile (bandiera)      | C     | Sergio Vergara       |
| 29 | Cile (bandiera)      | C     | Camilo Rodríguez     |
| 30 | Cile (bandiera)      | C     | Alexander Concha     |
|    | Cile (bandiera)      | D     | Julio Barroso        |
|    | Uruguay (bandiera)   | P     | Franco Torgnascioli  |
|    | Argentina (bandiera) | A     | Leonardo Sequeira    |

## Rosa 2016-2017
| N. |                      | Ruolo | Calciatore                |
| -- | -------------------- | ----- | ------------------------- |
| 1  | Cile (bandiera)      | P     | Marco González            |
| 3  | Messico (bandiera)   | D     | Francisco Eduardo Venegas |
| 4  | Cile (bandiera)      | C     | Diego Orellana            |
| 5  | Messico (bandiera)   | C     | Iván Ochoa                |
| 6  | Cile (bandiera)      | C     | Gino Alucema              |
| 7  | Argentina (bandiera) | A     | Maximiliano Ceratto       |
| 8  | Cile (bandiera)      | C     | Sebastián Leyton          |
| 9  | Messico (bandiera)   | A     | Nahum Gómez               |
| 10 | Cile (bandiera)      | C     | Diego Rojas               |
| 11 | Messico (bandiera)   | A     | Steven Almeida            |
| 13 | Cile (bandiera)      | D     | Cristián Suárez           |
| 14 | Cile (bandiera)      | A     | Sebastián Varas           |
| 15 | Cile (bandiera)      | A     | Camilo Ponce              |
| 16 | Cile (bandiera)      | A     | Nicolás Orellana          |
| 17 | Cile (bandiera)      | D     | Douglas Estay             |

| N. |                      | Ruolo | Calciatore         |
| -- | -------------------- | ----- | ------------------ |
| 18 | Argentina (bandiera) | C     | Sebastián González |
| 19 | Colombia (bandiera)  | A     | Wilson Morelo      |
| 20 | Cile (bandiera)      | C     | Rodrigo Echeverría |
| 21 | Cile (bandiera)      | A     | Raúl Becerra       |
| 22 | Cile (bandiera)      | D     | Marco Velásquez    |
| 24 | Cile (bandiera)      | C     | Cristián Vilches   |
| 25 | Cile (bandiera)      | P     | Sebastián Pérez    |
| 26 | Cile (bandiera)      | C     | Kevin Medel        |
| 27 | Cile (bandiera)      | D     | Diego Carvajal     |
| 28 | Cile (bandiera)      | D     | Dilan Zúñiga       |
| 29 | Cile (bandiera)      | C     | Camilo Rodríguez   |
| 30 | Cile (bandiera)      | A     | Franco Ragusa      |
| 31 | Cile (bandiera)      | P     | Eduardo Lobos      |
| 32 | Cile (bandiera)      | D     | Matías Blásquez    |

## Palmarès

### Competizioni nazionali
- Campionato cileno: 4

1950, 1952, 1976, Apertura 2008
- Coppe del Cile: 1

1984
- Primera B: 1

2003

### Altri piazzamenti
- Campionato cileno:

Secondo posto: 1977, 1985
- Copa Chile:

Finalista: 2016, 2021
Semifinalista: 1958, 1961, 1993
- Primera B:

Secondo posto: 1974, 1982
Terzo posto: 1999, 2011, 2014-2015